# برنز ۲۷۰۸
سیارک ۲۷۰۸ (به انگلیسی: 2708 Burns، نامگذاری:1981WT) دو هزار و هفتصد و هشتمین سیارک کشف شده‌است که در ۲۴ نوامبر ۱۹۸۱ کشف شد.
قدر مطلق سیارک برابر ۱۱٫۸۰ است.